# Girolamo Abos
Girolamo Abos (La Valletta, 15 novembre 1715 – Napoli, ottobre 1760) è stato un compositore maltese.

## Biografia
Figlio di Gian Tommaso (figlio del francese Jean Abos, originario di Castellane) e Rosa Farrugia nel 1729 iniziò a studiare musica al Conservatorio dei Poveri di Gesù Cristo di Napoli sotto la guida prima di Gaetano Greco e poi di Francesco Durante. Nel 1742 debuttò come compositore di opere nella stessa città rappresentando al Teatro Nuovo l'opera buffa Le due zingare simili. Nello stesso anno fu secondo maestro accanto a Francesco Feo alla Scuola dei Poveri di Gesù e nel 1743 diventò coadiutore anche di Ignazio Prota, di Leonardo Leo e, successivamente, di Durante al Conservatorio di Sant'Onofrio a Porta Capuana. Nel 1754 aggiunse la posizione di secondo maestro anche al Conservatorio della Pietà dei Turchini. Nel 1756 intraprese un viaggio a Londra per coprire il posto di clavicembalista al teatro italiano. Si ritirò dall'attività didattica nel 1759. 
Oltre al ruolo d'insegnante, svolse spesso, sempre a Napoli, l'attività di maestro di cappella in varie chiese. Compose un discreto numero di opere, circa una dozzina, le quali ebbero successo variabile. Il suo lavoro più noto è sicuramente Tito Manlio, rappresentata per la prima volta a Napoli al teatro San Carlo nel 1751 con Gaetano Majorano e riproposto a Londra nel 1756. Inoltre scrisse varie composizioni sacre, nelle quali imitò principalmente il maestro Durante.

## Opere
Di Abos sono note 14 opere; l'anno e la città si riferiscono alla prima rappresentazione.
- Le due zingare simili (opera buffa, libretto di Antonio Palomba, 1742, Napoli, Teatro Nuovo)
- Il geloso (commedia, libretto di Antonio Palomba, primavera 1743, Napoli, Teatro dei Fiorentini)
- Le furberie di Spilletto (commedia, carnevale 1744, Firenze, Teatro del Cocomero)
- La serva padrona (opera buffa, libretto di Gennaro Antonio Federico, carnevale 1744, Napoli)
- La moglie gelosa (commedia, libretto di Antonio Palomba, 1745, Napoli, Teatro dei Fiorentini)
- Adriano in Siria (dramma per musica, libretto di Pietro Metastasio, carnevale 1746, Firenze, Teatro alla Pergola)
- Artaserse (dramma per musica, libretto di Pietro Metastasio, carnevale 1746, Venezia, Teatro di San Giovanni Crisostomo)
- Pelopida (dramma per musica, libretto di Gaetano Roccaforte, 1747, Roma, Teatro Argentina)
- Alessandro nelle Indie (dramma per musica, libretto di Pietro Metastasio, 1747, Ancona, Teatro La Fenice)
- Arianna e Teseo (dramma per musica, libretto di Pietro Pariati, 26 dicembre 1748, Roma, Teatro delle Dame)
- Tito Manlio (dramma per musica, libretto di Gaetano Roccaforte, 30 maggio 1751, Napoli, Teatro San Carlo)
- Erifile (dramma per musica, libretto di Giovanni Battista Neri, 1752, Roma, Teatro delle Dame)
- Lucio Vero o sia Il Vologeso (opera seria, libretto di Apostolo Zeno, 18 dicembre 1752, Napoli, Teatro San Carlo con Gaetano Majorano)
- Il Medo (dramma per musica, libretto di Carlo Innocenzo Frugoni, 1753, Torino, Teatro Regio diretta da Giovanni Battista Somis)